# Pier Angeli
Pier Angeli, nascida Anna Maria Pierangeli (Cagliari, 19 de junho de 1932 – Beverly Hills, 10 de setembro de 1971) foi uma atriz italiana.

## Biografia
A morena de olhos verdes, então estudante de Artes em Roma, chamou a atenção do diretor italiano Vittorio de Sica e do francês Leonide Moguy, que a escolheram para heroína de Amanhã Será Tarde Demais, filme este que representou a juventude do pós-guerra italiano e seus rígidos tabus. Na seqüência, conseguiu o papel principal em Teresa, após audição na Itália realizada pelo roteirista do filme Stewart Stern. O sobrenome Pierangeli é dividido como nome artístico para melhor aceitação do público americano. Realiza o seu segundo filme italiano "Amanhã será um Novo Dia". Neste ínterim, perde o pai e segue para Hollywood com sua mãe e irmãs em 1950, já contratada pela Metro-Goldwyn-Mayer.
Estrelou várias películas norte-americanas. Na primeira metade dos anos 50 sua carreira e popularidade atingiram o apogeu.
Em 1953 foi eleita uma das 10 "Estrelas do Amanhã". Também em 1953 veio em excursão ao Brasil e a outros países da América do Sul em companhia da amiga Debbie Reynolds.
O final de 1953 traz igualmente o fim do noivado com o ator Kirk Douglas.
Em 1954 durante as gravações de "O Cálice Sagrado" conheceu o estreante ator James Dean. Os dois namoraram sob forte oposição da mãe da atriz, que não aceitava o comportamento de Dean, acrescido do fato de ele não ser católico. Pier terminou o namoro depois de 3 meses. Em novembro de 1954 a atriz se casou com o cantor-ator ítalo-americano Vic Damone, que conhecera 3 anos antes durante as gravações do filme The Devil makes Three, na Alemanha.

Com Vic Damone teve um filho (Perry Damone, hoje empresário e DJ em Phoenix, Arizona). Após um casamento atribulado, o divórcio de Vic Damone aconteceu em 1958, ano em que a atriz também cancelou o seu contrato com a MGM.
Como atriz "freelancer" atuou no filme Momentos de Angústia, ao lado de Richard Attenborough, considerado por muitos da crítica especializada o seu melhor desempenho. Devido à falta de trabalho em papéis consistentes em Hollywood, voltou para a Itália no final dos anos 50.
Um segundo casamento com o compositor italiano Armando Trovaioli durou de 1962 a 1965. Desse casamento teve outro filho, nascido em 1963 (Andrew Trovaioli, publicitário).
Após a separação do segundo marido, aceitou a recomendação de Debbie Reynolds e voltou para os Estados Unidos em 1971, onde realizou um último trabalho no filme de ficção científica Octaman. Nesse ano ganhou também um papel na série de TV Bonanza, que não chegou a realizar.
Segundo a biografia documentada "Pier Angeli: a fragile life", a atriz faleceu no dia 10 de setembro de 1971, logo após as gravações de seu último filme, de uma overdose de barbitúricos.
Ao seu velório compareceram, além da família e fãs, amigos do passado áureo, como as famílias de Kirk Douglas e Stewart Stern. Está enterrada na França.
Tinha uma irmã gêmea fraterna, a também atriz Marisa Pavan e ainda uma irmã mais nova, a dubladora Patrizia Pierangeli.

## Filmografia
- Amanhã Será Tarde Demais (Estréia);[3]
- Amanhã será um Novo Dia;
- Homem, Mulher e Diabo;
- A História de Três Amores, segmento "Equilibrium", com Kirk Douglas;
- México de meus Amores, com Cid Charisse e Ricardo Montalban;
- Paixão e Carne;[4]
- O Cálice Sagrado (The Silver Chalice)´Warner -1955, dirigido por Victor Saville, com Jack Palance, Virginia Mayo, Paul Newman (em sua estréia), Walter Hampden, Joseph Weseman, E.H.Marshall e Peter Reynolds;[4][3]
- Pecadoras de Porto África;
- Marcado pela Sarjeta, com Paul Newman, Everett Sloane, Eileen Heckart, Sal Mineo e Steve Mcqueen;[1][4][3]
- Uma batalha no Inferno, com Henri Fonda;[3][2]
- Teresa - MGM - 1951, com Rod Steiger;[5]
- Viva o Palhaço (Merry Andrew) - MGM - 1958, com Danny Kaye;
- Momentos de Angústia (The Angry Silence) - 1960, com Richard Attenborough.
- Sodoma e Gomorra - 1962 - com Stewart Granger e Anouk Aimée[1][2]